# San Saba, Texas
San Saba är administrativ huvudort i San Saba County i Texas. Enligt 2010 års folkräkning hade San Saba 3 099 invånare.

## Kända personer från San Saba
- Tommy Lee Jones, skådespelare